# Primera División de Montenegro 2011-12
La Primera División de Montenegro 2011/12 fue la sexta edición de la Primera División de Montenegro. El torneo se comenzó a disputar el día 6 de agosto de 2011 y finalizó el 7 de junio de 2012. Tras varias temporadas consecutivas en las que finalizó como subcampeón, el Fudbalski Klub Budućnost de la ciudad de Podgorica logró el campeonato por segunda vez en su historia. 
Por otro lado el Fudbalski Klub Bokelj, tras finalizar último descendió de forma directa a Segunda División y le acompañaron tras perder los play-offs de descenso el Fudbalski Klub Dečić Tuzi, que había participado en todas las ediciones precendentes, y el Fudbalski Klub Berane, penúltimo y antepenúltimo respectivamente.
Los equipos que descendieron fueron remplazados por el Fudbalski Klub Čelik Nikšić, que tras finalizar primero de Segunda División debuta en la competición y que además al haber conseguido alzarse con la Copa de Montenegro jugaría la UEFA Europa League, el Fudbalski Klub Jedinstvo Bijelo Polje y el Fudbalski Klub Mornar que vencieron los play-offs anteriormente mencionados.

## Datos de los clubes
| Equipo                             | Ciudad    | Entrenador              | Estadio                     | Capacidad |
| ---------------------------------- | --------- | ----------------------- | --------------------------- | --------- |
| Fudbalski Klub Berane              | Berane    | Slobodan Đukić          | Gradski Stadion             | 11.000    |
| Fudbalski Klub Bokelj              | Kotor     | Slobodan Kepo Drašković | Estadio Pod Vrmcem          | 5.000     |
| Fudbalski Klub Budućnost           | Podgorica | Miodrag Radulovic       | Estadio Pod Goricom         | 17.000    |
| Fudbalski Klub Dečić Tuzi          | Tuzi      | Ivan Čančarević         | Estadio Tuško Polje         | 1.000     |
| Fudbalski Klub Grbalj              | Kotor     | Dragan Radojičić        | Estadio Radanovićima        | 1.500     |
| Fudbalski Klub Lovćen              | Cetiña    | Angel Lombardo          | Estadio Obilića Poljana     | 2.000     |
| Fudbalski Klub Mladost             | Podgorica | Dimitrije Mitrović      | Estadio Cvijetni Brijeg     | 1.500     |
| Fudbalski Klub Mogren              | Budva     | Branislav Milačić       | Lugovi Stadion              | 4.000     |
| Omladinski Fudbalski Klub Petrovac | Petrovac  | Milorad Malovrazić      | Estadio Pod Malim Brdom     | 530       |
| Fudbalski Klub Rudar Pljevlja      | Pljevlja  | Mateo Cvitković         | Estadio Gradski de Pljevlja | 10.000    |
| Fudbalski Klub Sutjeska Nikšić     | Nikšić    | Dragan Lacmanović       | Estadio Gradski de Nikšić   | 10.800    |
| Fudbalski Klub Zeta                | Podgorica | Dejan Vukićević         | Estadio Trešnjica           | 7.000     |

## Sistema de competición
La Primera División de Montenegro 2011/12 estuvo organizada por la Federación de Fútbol de Montenegro.
Como en temporadas precedentes, constó de un grupo único integrado por doce clubes de toda la geografía montenegrina. Siguiendo un sistema de liga, los doce equipos se enfrentaron todos contra todos en dos ocasiones -una en campo propio y otra en campo contrario- sumando un total de 22 jornadas. El orden de los encuentros se decidió por sorteo antes de empezar la competición. Los emparejamientos de la tercera ronda se fijaron de acuerdo a la clasificación tras las dos primeras rondas, dando a cada equipo un tercer partido contra cada oponente para un total de 33 partidos por equipo.
La clasificación final se estableció con arreglo a los puntos obtenidos en cada enfrentamiento, a razón de tres por partido ganado, uno por empatado y ninguno en caso de derrota. Si al finalizar el campeonato dos equipos igualaron a puntos, los mecanismos para desempatar la clasificación fueron los siguientes:
1. El que tenga una mayor diferencia entre goles a favor y en contra en los enfrentamientos entre ambos. (Golaverage)
2. Si persiste el empate, se tiene en cuenta la diferencia de goles a favor y en contra en todos los encuentros del campeonato.
3. Si aún persiste el empate, se tiene en cuenta el mayor número de goles a favor en todos los encuentros del campeonato.

Si el empate a puntos es entre tres o más clubes, los sucesivos mecanismos de desempate fueron los siguientes: 
1. La mejor puntuación de la que a cada uno corresponda a tenor de los resultados de los partidos jugados entre sí por los clubes implicados.
2. La mayor diferencia de goles a favor y en contra, considerando únicamente los partidos jugados entre sí por los clubes implicados.
3. La mayor diferencia de goles a favor y en contra teniendo en cuenta todos los encuentros del campeonato.
4. El mayor número de goles a favor teniendo en cuenta todos los encuentros del campeonato.
5. El club mejor clasificado con arreglo a los baremos de fair play.

### Efectos de la clasificación
El equipo que más puntos sumó al final del campeonato fue proclamado campeón de liga y obtuvo el derecho automático a participar en la segunda ronda previa de la Liga de Campeones de la UEFA, el subcampeón y el tercer clasificado por su parten disputarían la primera ronda previa de la UEFA Europa League. 
Además el campeón de la Copa de Montenegro obtuvo el pase para disputar la segunda ronda previa de la UEFA Europa League. 
Los equipos clasificados en posición 10º y 11º disputaron los playoffs de descenso. El 10º clasificado, lo hizo con el 3º de Segunda, y el 11º se enfrentó al 2º de Segunda. El clasificado en el puesto 12º descendió directamente a la segunda categoría montenegrina.

## Clasificación
|  |     | Equipos de fútbol   |  | PJ | G  | E  | P  | GF | GC | Dif | Pts |
|  | --- | ------------------- |  | -- | -- | -- | -- | -- | -- | --- | --- |
|  | 1.  | F. K. Budućnost (C) |  | 33 | 25 | 5  | 3  | 82 | 27 | +55 | 80  |
|  | 2.  | F. K. Rudar         |  | 33 | 23 | 8  | 2  | 60 | 20 | +40 | 77  |
|  | 3.  | F. K. Zeta          |  | 33 | 17 | 9  | 7  | 55 | 40 | +15 | 60  |
|  | 4.  | F. K. Mogren        |  | 33 | 15 | 9  | 9  | 54 | 37 | +17 | 54  |
|  | 5.  | O. F. K. Petrovac   |  | 33 | 13 | 9  | 11 | 36 | 39 | -3  | 48  |
|  | 6.  | F. K. Lovćen        |  | 33 | 10 | 10 | 13 | 32 | 42 | -10 | 40  |
|  | 7.  | F. K. Mladost       |  | 33 | 10 | 7  | 16 | 32 | 47 | -15 | 37  |
|  | 8.  | F. K. Sutjeska      |  | 33 | 9  | 9  | 15 | 29 | 36 | -7  | 36  |
|  | 9.  | F. K. Grbalj        |  | 33 | 9  | 7  | 17 | 28 | 49 | -21 | 34  |
|  | 10. | F. K. Dečić (D)     |  | 33 | 10 | 4  | 19 | 34 | 51 | -17 | 34  |
|  | 10. | F. K. Berane (D)    |  | 33 | 8  | 5  | 20 | 32 | 54 | -22 | 28  |
|  | 12. | F. K. Bokelj (D)    |  | 33 | 5  | 6  | 22 | 21 | 57 | -36 | 21  |

Pts = Puntos; PJ = Partidos Jugados; G = Partidos Ganados; E = Partidos Empatados; P = Partidos Perdidos; GF = Goles Anotados; GC = Goles Recibidos; Dif = Diferencia de goles
|  | Clasificado para la segunda ronda previa de la Liga de Campeones de la UEFA 2012-13 |
|  | Clasificado para la primera ronda previa de la UEFA Europa League 2012-13           |
|  | Clasificado para los play-offs por la permanencia 2012                              |
|  | Desciende a Segunda División                                                        |

| (C) Campeón    |
| (D) Descendido |

### Evolución de la clasificación
| Equipo / Jornada | 1  | 2  | 3  | 4  | 5  | 6  | 7  | 8  | 9  | 10 | 11 | 12 | 13 | 14 | 15 | 16 | 17 | 18 | 19 | 20 | 21 | 22 | 23 | 24 | 25 | 26 | 27 | 28 | 29 | 30 | 31 | 32 | 33 |
| ---------------- | -- | -- | -- | -- | -- | -- | -- | -- | -- | -- | -- | -- | -- | -- | -- | -- | -- | -- | -- | -- | -- | -- | -- | -- | -- | -- | -- | -- | -- | -- | -- | -- | -- |
| Budućnost        | 3  | 2  | 1  | 1  | 1  | 1  | 1  | 1  | 1  | 1  | 1  | 1  | 1  | 1  | 1  | 1  | 1  | 1  | 2  | 2  | 1  | 1  | 1  | 1  | 1  | 1  | 1  | 1  | 1  | 1  | 1  | 1  | 1  |
| Rudar            | 7  | 5  | 4  | 2  | 2  | 2  | 2  | 2  | 2  | 2  | 2  | 2  | 2  | 2  | 2  | 2  | 2  | 2  | 1  | 1  | 2  | 2  | 2  | 2  | 2  | 2  | 2  | 2  | 2  | 2  | 2  | 2  | 2  |
| Zeta             | 2  | 4  | 6  | 7  | 8  | 7  | 6  | 5  | 5  | 6  | 4  | 3  | 3  | 4  | 4  | 4  | 4  | 4  | 4  | 4  | 4  | 4  | 4  | 4  | 4  | 4  | 4  | 3  | 3  | 3  | 3  | 3  | 3  |
| Mogren           | 1  | 1  | 2  | 3  | 3  | 3  | 3  | 3  | 3  | 3  | 3  | 4  | 4  | 3  | 3  | 3  | 3  | 3  | 3  | 3  | 3  | 3  | 3  | 3  | 3  | 3  | 3  | 4  | 4  | 4  | 4  | 4  | 4  |
| Petrovac         | 4  | 3  | 3  | 4  | 5  | 4  | 4  | 4  | 4  | 4  | 5  | 5  | 5  | 5  | 5  | 5  | 5  | 5  | 5  | 5  | 5  | 5  | 5  | 5  | 5  | 5  | 5  | 5  | 5  | 5  | 5  | 5  | 5  |
| Lovćen           | 6  | 8  | 9  | 11 | 12 | 12 | 12 | 12 | 12 | 12 | 12 | 12 | 12 | 12 | 12 | 12 | 12 | 12 | 12 | 12 | 11 | 12 | 10 | 10 | 11 | 10 | 10 | 10 | 8  | 6  | 6  | 6  | 6  |
| Mladost          | 12 | 7  | 5  | 5  | 4  | 5  | 5  | 6  | 6  | 5  | 6  | 6  | 6  | 6  | 7  | 7  | 7  | 7  | 7  | 7  | 6  | 6  | 6  | 6  | 7  | 7  | 7  | 9  | 6  | 8  | 7  | 7  | 7  |
| Sutjeska         | 5  | 6  | 8  | 6  | 6  | 8  | 8  | 9  | 10 | 10 | 10 | 9  | 10 | 9  | 9  | 9  | 10 | 10 | 10 | 10 | 10 | 10 | 11 | 11 | 10 | 11 | 11 | 11 | 11 | 9  | 9  | 9  | 8  |
| Grbalj           | 10 | 9  | 7  | 8  | 7  | 6  | 7  | 7  | 7  | 8  | 7  | 7  | 7  | 7  | 6  | 6  | 6  | 6  | 6  | 6  | 7  | 7  | 7  | 7  | 6  | 6  | 6  | 6  | 7  | 7  | 8  | 8  | 9  |
| Dečić            | 11 | 12 | 12 | 9  | 11 | 11 | 11 | 11 | 8  | 7  | 8  | 8  | 8  | 8  | 8  | 8  | 8  | 8  | 8  | 9  | 8  | 8  | 8  | 8  | 8  | 9  | 9  | 8  | 9  | 11 | 11 | 11 | 10 |
| Berane           | 8  | 10 | 10 | 12 | 9  | 10 | 9  | 8  | 9  | 9  | 9  | 10 | 9  | 10 | 10 | 10 | 9  | 9  | 9  | 8  | 9  | 9  | 9  | 9  | 9  | 8  | 8  | 7  | 10 | 10 | 10 | 10 | 11 |
| Bokelj           | 9  | 11 | 11 | 10 | 10 | 9  | 10 | 10 | 11 | 11 | 11 | 11 | 11 | 11 | 11 | 11 | 11 | 11 | 11 | 11 | 12 | 11 | 12 | 12 | 12 | 12 | 12 | 12 | 12 | 12 | 12 | 12 | 12 |

## Cuadro de resultados

### Primera y segunda ronda
|                   | BER | BOK | BUD | DEČ | GRB | LOV | MLA | MOG | PET | RUD | SUT | ZET |
| F. K. Berane      | -   | 1-0 | 0-1 | 2-0 | 1-3 | 2-1 | 0-1 | 2-4 | 2-2 | 0-0 | 1-1 | 2-3 |
| F. K. Bokelj      | 2-0 | -   | 0-1 | 1-3 | 1-0 | 1-1 | 0-3 | 0-3 | 0-0 | 1-2 | 0-2 | 2-1 |
| F. K. Budućnost   | 3-1 | 1-1 | -   | 5-0 | 3-1 | 4-0 | 3-1 | 1-2 | 5-1 | 0-2 | 2-0 | 5-0 |
| F. K. Dečić       | 3-0 | 0-1 | 1-3 | -   | 3-1 | 3-0 | 1-0 | 1-1 | 2-3 | 1-2 | 1-0 | 1-3 |
| F. K. Grbalj      | 1-0 | 2-1 | 1-3 | 2-0 | -   | 0-0 | 1-2 | 1-1 | 0-3 | 0-1 | 2-0 | 0-1 |
| F. K. Lovćen      | 1-1 | 2-1 | 0-2 | 0-0 | 0-0 | -   | 0-2 | 0-1 | 0-2 | 1-3 | 2-0 | 0-0 |
| F. K. Mladost     | 0-2 | 1-0 | 0-1 | 1-0 | 2-0 | 2-2 | -   | 1-1 | 0-1 | 0-2 | 2-2 | 0-4 |
| F. K. Mogren      | 2-0 | 2-1 | 1-2 | 5-1 | 0-1 | 2-0 | 1-1 | -   | 1-1 | 1-1 | 2-1 | 2-2 |
| O. F. K. Petrovac | 2-1 | 2-0 | 1-1 | 1-0 | 2-1 | 3-2 | 0-0 | 1-2 | -   | 0-2 | 0-0 | 1-2 |
| F. K. Rudar       | 1-0 | 4-1 | 2-2 | 1-0 | 3-0 | 1-1 | 3-0 | 2-0 | 2-1 | -   | 0-0 | 1-0 |
| F. K. Sutjeska    | 0-1 | 1-0 | 2-3 | 1-2 | 0-3 | 0-0 | 0-0 | 0-0 | 2-0 | 0-1 | -   | 0-1 |
| F. K. Zeta        | 2-3 | 1-1 | 0-2 | 1-0 | 0-0 | 3-0 | 2-1 | 0-0 | 1-0 | 4-1 | 0-0 | -   |

### Tercera ronda
Los partidos se disputaron según este orden de clasificación:
| Jornada | Clasificación                                           |
| ------- | ------------------------------------------------------- |
| 23      | 1º - 12º, 2º - 11º, 3º - 10º, 4º - 9º, 5º - 8º, 6º - 7º |
| 24      | 1º - 2º, 8º - 6º, 9º - 5º, 10º - 4º, 11º - 3º, 12º - 7º |
| 25      | 2º - 12º, 3º - 1º, 4º - 11º, 5º - 10º, 6º - 9º, 7º - 8º |
| 26      | 1º - 4º, 2º - 3º, 9º - 7º, 10º - 6º, 11º - 5º, 12º - 8º |
| 27      | 3º - 12º, 4º - 2º, 5º - 1º, 6º - 11º, 7º - 10º, 8º - 9º |
| 28      | 1º - 6º, 2º - 5º, 3º - 4º, 10º - 8º, 11º - 7º, 12º - 9º |
| 29      | 4º - 12º, 5º - 3º, 6º - 2º, 7º - 1º, 8º - 11º, 9º - 10º |
| 30      | 1º - 8º, 2º - 7º, 3º - 6º, 4º - 5º, 11º - 9º, 12º - 10º |
| 31      | 5º - 12º, 6º - 4º, 7º - 3º, 8º - 2º, 9º - 1º, 10º - 11º |
| 32      | 1º - 10º, 2º - 9º, 3º - 8º, 4º - 7º, 5º - 6º, 12º - 11º |
| 33      | 6º - 12º, 7º - 5º, 8º - 4º, 9º - 3º, 10º - 2º, 11º - 1º |

|                   | BER | BOK | BUD | DEČ | GRB | LOV | MLA | MOR | PET | RUD | SUT | ZET |
| F. K. Berane      |     |     | 0-1 |     | 1-1 |     |     | 1-3 | 1-2 |     | 2-0 |     |
| F. K. Bokelj      | 0-1 |     | 1-2 |     | 1-1 |     |     | 0-5 | 0-1 |     |     |     |
| F. K. Budućnost   |     |     |     | 3-1 |     | 0-3 | 6-0 |     |     | 1-1 | 3-0 | 2-2 |
| F. K. Dečić       | 1-0 | 1-0 |     |     |     |     | 2-0 |     |     | 0-0 |     | 2-2 |
| F. K. Grbalj      |     |     | 0-4 | 2-1 |     |     |     | 1-0 | 1-1 |     | 0-4 |     |
| F. K. Lovćen      | 2-0 | 1-1 |     | 3-1 | 2-0 |     |     |     |     |     | 1-0 |     |
| F. K. Mladost     | 4-1 | 2-0 |     |     | 4-1 | 1-3 |     |     |     | 0-1 |     | 0-0 |
| F. K. Mogren      |     |     | 1-3 | 3-0 |     | 1-2 | 2-1 |     |     |     | 1-2 | 2-3 |
| O. F. K. Petrovac |     |     | 1-4 | 1-3 |     | 1-0 | 1-0 | 0-1 |     |     | 1-1 |     |
| F. K. Rudar       | 3-1 | 6-2 |     |     | 1-0 | 1-2 |     | 4-1 | 0-0 |     |     |     |
| F. K. Sutjeska    |     | 2-0 |     | 2-0 |     |     | 2-0 |     |     | 0-3 |     | 4-2 |
| F. K. Zeta        | 4-2 | 3-0 |     |     | 3-1 | 3-2 |     |     | 2-0 | 0-3 |     |     |

## Competiciones europeas

### UEFA Champions League
En esta competición participó el Fudbalski Klub Mogren que obtuvo los siguientes resultados:
Segunda ronda previa
- Fudbalski Klub Rudar Pljevlja 1-5  Litex Lovech (1-2[1] y 0-3[2])

### UEFA Europa League
En esta competición participaron 3 clubes que obtuvieron los siguientes resultados:
Primera ronda previa
- Fudbalski Klub Budućnost Podgorica 3-4  KS Flamurtari Vlorë (1-3[3] y 2-1[4])
- Football Club Spartak Trnava 4-2 Fudbalski Klub Zeta (3-0[5] y 1-2[6])

Segunda ronda previa
- Fudbalski Klub Rudar Pljevlja 0-5  FK Austria Viena (0-3[7] y 1-2[8])

## Play-offs
El antepenúltimo clasificado se midió al tercer clasificado de Segunda y el penúltimo clasificado se midió al segundo clasificado de Segunda, los dos equipos que ganaron los play offs jugarían en la Primera División de Montenegro 2012/13 y los que los perdieron lo harían en la Segunda División de Montenegro 2012/13.

### Fudbalski Klub Dečić Tuzi - Fudbalski Klub Jedinstvo
| 3 de junio de 2012, 17:30 (CEST) | F. K. Dečić | 0:0 | F. K. Jedinstvo | Stadion Tuško Polje, Tuzi |  |

| 7 de junio de 2012, 17:30 (CEST) | F. K. Jedinstvo            | 2:0 | F. K. Dečić | Estadio Grandski de Bijelo Polje, Bijelo Polje |  |
|                                  | Nemanje Gojačanina 21' 42' |     |             |                                                |  |

| Asciende a Primera División Fudbalski Klub Jedinstvo |

### Fudbalski Klub Berane - Fudbalski Klub Mornar
| 3 de junio de 2012, 17:30 (CEST) | F. K. Berane      | 1:2 | F. K. Mornar                          | Gradski Stadion, Berane |  |
|                                  | Nikola Tomović 7' |     | Saša Jovović 10' · Đorđe Vojvodić 68' |                         |  |

| 7 de junio de 2012, 17:30 (CEST) | F. K. Mornar                                   | 3:0 | F. K. Berane | Estadio Topolica, Bar |  |
|                                  | Mustafe Metovića 8' 26' · Dejana Jovančova 33' |     |              |                       |  |

| Asciende a Primera División Fudbalski Klub Mornar |

## Goleadores
| Pos. | Jugador          | Equipo                             | Goles |
| ---- | ---------------- | ---------------------------------- | ----- |
| 1.°  | Admir Adrović    | Fudbalski Klub Budućnost           | 22    |
| 2.°  | Žarko Korać      | Fudbalski Klub Zeta                | 21    |
| 3.°  | Ivica Jovanović  | Fudbalski Klub Rudar Pljevlja      | 18    |
| 4.°  | Dragan Bošković  | Fudbalski Klub Budućnost           | 17    |
| 5.°  | Srđan Radonjić   | Fudbalski Klub Budućnost           | 14    |
| 5.°  | Nikola Vujović   | Fudbalski Klub Mogren              | 14    |
| 7.°  | Nenad Jovanović  | Omladinski Fudbalski Klub Petrovac | 12    |
| 8.°  | Đorđe Šušnjar    | Fudbalski Klub Sutjeska Nikšić     | 10    |
| 8.°  | Luka Đorđević    | Fudbalski Klub Mogren              | 10    |
| 10.° | Nenad Stojanović | Fudbalski Klub Rudar Pljevlja      | 9     |

## Resultados
| Pos | Equipos ascendidos de Segunda División |
| --- | -------------------------------------- |
| 1º  | Fudbalski Klub Berane                  |
| 2º  | Fudbalski Klub Bokelj                  |

| Pos | Equipos descendidos de Primera División |
| --- | --------------------------------------- |
| 11º | Omladinski Fudbalski Klub Bar           |
| 12º | Fudbalski Klub Mornar                   |